# Portrait de Jacob de Gheyn III
Le Portrait de Jacob de Gheyn III est un portrait à l'huile sur toile de Rembrandt, datant de 1632, représentant le graveur Jacob de Gheyn III, conservé à la Dulwich Picture Gallery de Londres. Il est plus petit que la plupart des œuvres de Rembrandt, mesurant seulement 30 sur 25 centimètres. Il a été volé de nombreuses fois, et sa petite taille en est une des causes.

## Réalisation
Huygens et de Gheyn avaient chargé Rembrandt de les peindre dans des formats identiques et il le fit sur le même panneau de chêne. Les amis s'étaient mis d'accord pour que le premier d'entre eux à disparaître reçoive le tableau appartenant à l'autre, comme en témoignent des inscriptions au verso. Les deux toiles ont été réunies à la mort de Gheyn. Maurits Huygens a toutefois survécu à De Gheyn moins d'un an et son frère, Constantijn Huygens, a eu le cœur brisé et a cessé d'écrire pendant longtemps. Des recherches dendrochronologiques ont révélé que Rembrandt avait également réalisé un autoportrait la même année avec un panneau du même bois : 

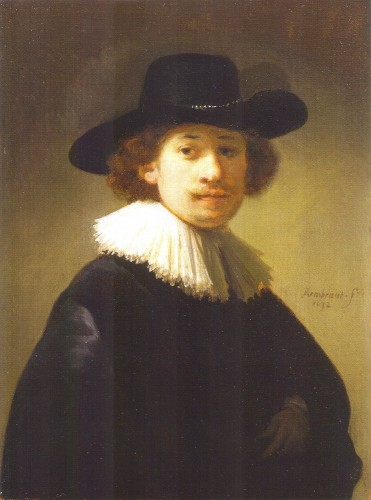
Autoportrait
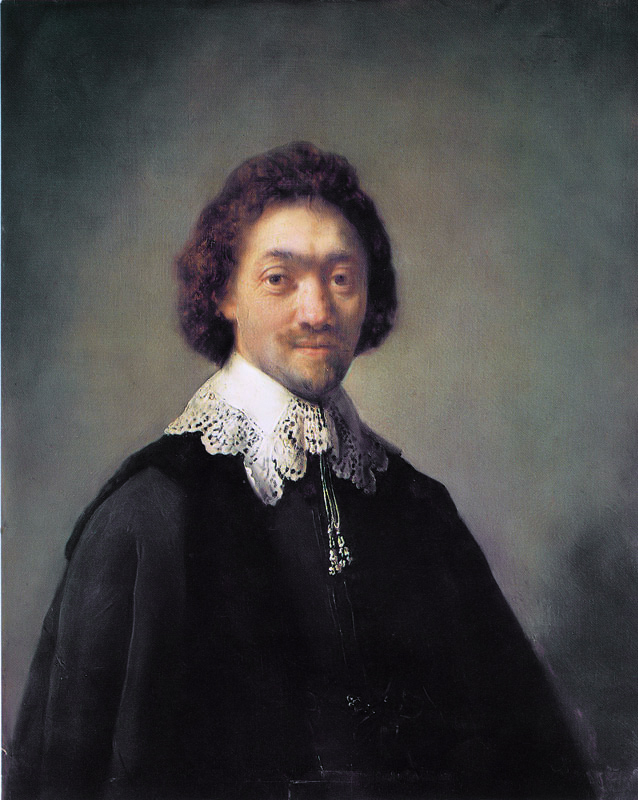
Le pendant, représentant Maurits Huygens

## Les vols
Le tableau porte le surnom de takeway Rembrandt (littéralement, Rembrandt à emporter) car il a été volé quatre fois depuis 1966 – il figure d'ailleurs dans le Livre des Records comme le plus volé de tous les tableaux,.
Entre le 14 août 1981 et le 3 septembre 1981, le tableau a été enlevé de la Dulwich Picture Gallery et récupéré lorsque la police a arrêté quatre hommes dans un taxi qui avaient avec eux le tableau. Un peu moins de deux ans plus tard, un cambrioleur a fracassé une lucarne et est descendu dans la galerie en utilisant un pied de biche pour retirer la peinture du mur. La police est arrivée dans les trois minutes, mais trop tard pour appréhender le voleur. Le tableau a disparu pendant trois ans et a finalement été retrouvé le 8 octobre 1986 dans un porte-bagages à la gare d'une garnison de l'armée britannique à Münster, en Allemagne.
Les deux autres fois, le tableau a été retrouvé, une fois sous un banc dans un cimetière de Streatham et une fois à l'arrière d'une bicyclette. Chaque fois que le tableau a été rendu anonymement, plusieurs personnes ont été accusées de sa disparition.
La peinture est aujourd’hui placée sous l’étroite surveillance d’un système de sécurité moderne ; elle est par ailleurs si connue dans le monde de l’art que la revendre serait chose impossible.